# Рочестер (Мичиген)
Рочестер (енгл. Rochester) град је у америчкој савезној држави Мичиген. По попису становништва из 2010. у њему је живело 12.711 становника.

## Демографија
Према попису становништва из 2010. у граду је живело 12.711 становника, што је 2.244 (21,4%) становника више него 2000. године.
| Група             | 2000.         | 2010.          |
| Белци             | 9.537 (91,1%) | 11.037 (86,8%) |
| Афроамериканци    | 234 (2,2%)    | 466 (3,7%)     |
| Азијати           | 386 (3,7%)    | 701 (5,5%)     |
| Хиспаноамериканци | 176 (1,7%)    | 342 (2,7%)     |
| Укупно            | 10.467        | 12.711         |